# Samuel Román
Samuel Román Rojas (8 de Dezembro de 1907 - 7 de Abril de 1990) foi um escultor chileno. Em 1964, Rojas ganhou o Prémio Nacional de Arte do Chile.